# Kedjom Keku
Kedjom Keku (ou Kejom Keku) est une localité de l'arrondissement (commune) de Tubah, département du Mezam, Région du Nord-Ouest du Cameroun. C'est aussi le siège d'une chefferie traditionnelle de 2e degré.

## Histoire
Le 20 mai 2023, une trentaine de femmes sont enlevées par des séparatistes dans la localité avant d'être libérées par ces derniers trois jours plus tard. 

## Population
Lors du recensement national de 2005, Kedjom Ketu comptait 9 962 habitants.
On y parle le babanki, une langue bantoïde des Grassfields.